# Prise au piège (téléfilm)
Pour les articles homonymes, voir Prise au piège.
Pour plus de détails, voir Fiche technique et Distribution.
Prise au piège (Locked Away) est un téléfilm américain réalisé par Doug Campbell et diffusé en 2010.

## Synopsis
Lorsqu'une jeune étudiante, Katelynn, découvre qu'elle est enceinte, elle et son petit ami Kevin vont annoncer la nouvelle à la mère de la jeune fille. Cette dernière demande à sa fille de se faire avorter mais, ne voulant pas le faire, le couple se rend chez une assistante sociale. Cette assistante propose alors à la jeune fille de venir habiter chez elle. La jeune fille ne se doute pas un seul instant de l'enfer qui l'attend...

## Fiche technique
- Réalisateur : Doug Campbell
- Scénario : Ken Sanders et Christine Conradt
- Photographie : Robert Ballo
- Compositeur : Richard Bowers
- Monteur : Bob Joyce
- Directeur artistique : Rodolfo Valdez
- Durée : 93 minutes
- Date de diffusion : 2010

## Distribution
- Jean Louisa Kelly (VF : Marie Diot) : Chloe
- Kirsten Prout (VF : Marie Tirmont) : Taylin
- Paula Trickey (VF : Colette Noël) : Sasha
- Jake Thomas (VF : Jean-Marco Montalto)  : Kevin
- Cynthia Preston (VF : Magali Rosenzweig) : Rachel
- Mark Weiler (VF : Julien Chatelet) : Adrian
- Marielle Jaffe (VF : Ludivine Maffren) : Nikki
- Jill Klopp : Sierra
- Veralyn Jones (VF : Claudine Grémy) : Docteur Kim
- Heather Ballentine : Barmaid
- Michelle Noh : Wanda
- Kristin Lindquist : Agent
- Tracy Martin : Hôtesse
- Brittany Beaudry : Fille au bar
- Jenifer Cononico : Serveuse
- Christopher Kriesa (VF : Gilbert Levy) : Inspecteur Wurlyn
- Eder López : Gars au bar